# Yorgan Edem Agblemagnon
Yorgan Edem Agblemagnon (Vierzon, Francia, 9 de julio de 1999), más conocido como Yorgan es un futbolista internacional togolés. Juega de portero y su equipo es la S.D. Ponferradina de la Segunda División B de España. 

## Trayectoria

### Clubes
Yac comenzó su carrera en 2013, con el Le Havre A.C. Juvenil.

Para la temporada 2017-2018 firma por el C.D. Nacional de Madeira.

El 1 de agosto de 2018 fichó por la S.D. Ponferradina.

### Carrera internacional
Yorgan nació en Francia, hijo del exportero togolés Guy Agblemagnon. Debutó para la Selección de fútbol de Togo frente a Libia en un amistoso con empate 0-0 el 24 de marzo de 2017.

## Clubes
| Club                     | País     | Año         | Categoría          | Part. | Gol. |
| ------------------------ | -------- | ----------- | ------------------ | ----- | ---- |
| Le Havre A.C.            | Francia  | 2013 - 2014 | Juvenil            |       |      |
| Le Havre A.C.            | Francia  | 2014 - 2015 | Juvenil            |       |      |
| Le Havre A.C.            | Francia  | 2015 - 2016 | Juvenil            |       |      |
| Le Havre A.C. II         | Francia  | 2016        | Ligue CFA 2        | 1     | 0    |
| Le Havre A.C.            | Francia  | 2016 - 2017 | Juvenil            |       |      |
| C.D. Nacional de Madeira | Portugal | 2017 - 2018 | Liga de Honra      |       |      |
| S.D. Ponferradina B      | España   | 2018 - 2019 | Regional           |       |      |
| S.D. Ponferradina        | España   | 2018 - 2019 | Segunda División B | 0     | 0    |

## Internacional
| Club     | País | Año  | Competición | Part. | Gol. |
| -------- | ---- | ---- | ----------- | ----- | ---- |
| Togo U20 | Togo |      |             | 4     | 2    |
| Togo     | Togo | 2017 |             | 3     | 8    |